# Linji
Línjì Yìxuán (臨済義玄; Wade-Giles: Lin-chi I-hsüan; Japonés: Rinzai Gigen) (? - 866) fue el fundador de una escuela de Budismo Zen que lleva su nombre (Rinzai Zen). La enseñanza de Rinzai estaba caracterizada por encuentros duros con los estudiantes, con el objetivo de llegar al momento de iluminación (satori) mediante puñetazos, patadas, bofetadas, etc. Sus sermones fueron recogidos en el Lin-chi lu (chino; japonés: Rinzai Roku) (Record de Lin-chi) por sus estudiantes. Es conocido con el nombre  Imje en Corea donde difundió el budismo meditativo llamado Seon.